# 阿姆巴吉
阿姆巴吉（Ambaji），是印度古吉拉特邦Banas Kantha县的一个城镇。总人口13702（2001年）。

## 人口
该地2001年总人口13702人，其中男性7294人，女性6408人；0—6岁人口1941人，其中男1043人，女898人；识字率66.42%，其中男性为74.64%，女性为57.07%。